# Srem (district)

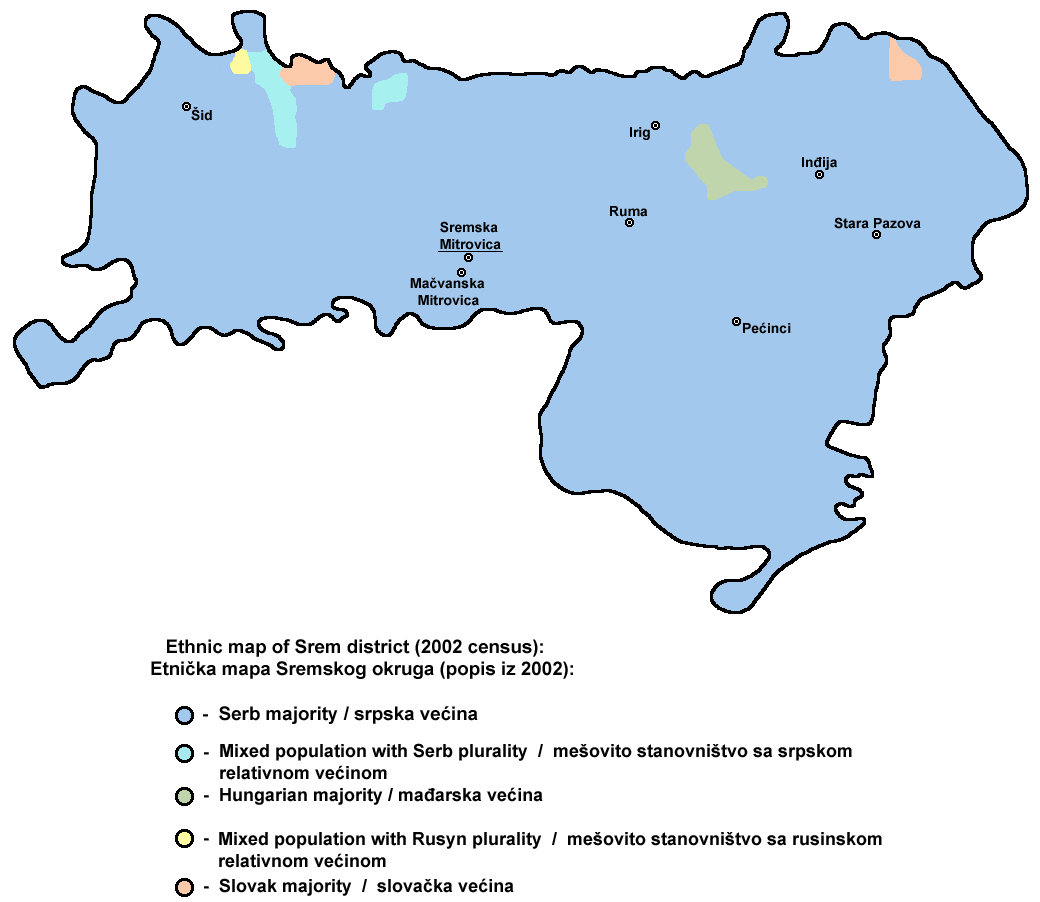

Srem (Servisch: Сремски округ, Sremski okroeg; Kroatisch: Srijemski okrug; Hongaars: Szerémségi Körzet; Slowaaks: Sriemski okres) is een district in de Servische regio Vojvodina. De hoofdstad is Sremska Mitrovica.
In historisch verband wordt de streek Syrmië genoemd.
Srem bestaat uit de volgende gemeenten:
- Šid
- Inđija
- Sremska Mitrovica
- Irig
- Ruma
- Stara Pazova
- Pećinci

De bevolking bestaat uit de volgende etnische groepen:
- Serven: 84,51 %
- Kroaten: 3,13 %
- Slowaken: 2,78 %
- Joegoslaven: 1,52 %
- Hongaren: 1,26 %
- Roma: 1,04 %

De etnische Hongaren wonen voornamelijk in de gemeenten Indija, Irig en Ruma waar ze in verschillende kleine dorpjes de meerderheid van de bevolking vormen. 